# العلاقات القرغيزستانية الكورية الشمالية
العلاقات القيرغيزستانية الكورية الشمالية هي العلاقات الثنائية التي تجمع بين قيرغيزستان وكوريا الشمالية.

## مقارنة بين البلدين
هذه مقارنة عامة ومرجعية للدولتين:
| وجه المقارنة                                              | قيرغيزستان                      | كوريا الشمالية                        |
| --------------------------------------------------------- | ------------------------------- | ------------------------------------- |
| المساحة (كم2)                                             | 199.95 ألف                      | 120.54 ألف                            |
| عدد السكان (نسمة)                                         | 6.20 مليون                      | 25.49 مليون                           |
| الكثافة السكانية (ن./كم²)                                 | 31.01                           | 211.47                                |
| العاصمة                                                   | بيشكك                           | بيونغيانغ                             |
| اللغة الرسمية                                             | اللغة الروسية، اللغة القيرغيزية | لغة كوريا الشمالية القياسية ‏          |
| العملة                                                    | سوم قيرغيزستاني                 | وون كوري شمالي                        |
| الناتج المحلي الإجمالي (بليون دولار)                      | 7.56 مليار                      |                                       |
| الناتج المحلي الإجمالي (تعادل القوة الشرائية) بليون دولار | 20.45 مليار                     |                                       |
| الناتج المحلي الإجمالي الاسمي للفرد دولار أمريكي          | 1.10 ألف                        |                                       |
| الناتج المحلي الإجمالي للفرد دولار أمريكي                 |                                 |                                       |
| مؤشر التنمية البشرية                                      | 0.655                           |                                       |
| رمز المكالمات الدولي                                      | +996                            | +850                                  |
| رمز الإنترنت                                              | .kg                             | .kp                                   |
| المنطقة الزمنية                                           | ت ع م+06:00                     | ت ع م+08:30، ت ع م+08:30، ت ع م+09:00 |

## منظمات دولية مشتركة
يشترك البلدان في عضوية مجموعة من المنظمات الدولية، منها:
| علم المنظمة | اسم المنظمة              | تاريخ انضمام قيرغيزستان | تاريخ انضمام كوريا الشمالية |
| ----------- | ------------------------ | ----------------------- | --------------------------- |
|             | يونسكو                   | 2 يونيو 1992            | 18 أكتوبر 1974              |
|             | الاتحاد البريدي العالمي  | ?                       | ?                           |
|             | الأمم المتحدة            | 2 مارس 1992             | 17 سبتمبر 1991              |
|             | الاتحاد الدولي للاتصالات | 20 يناير 1994           | ?                           |

## وصلات خارجية
- موقع وزارة الخارجية الكورية الشمالية